# Distrito de Usquil

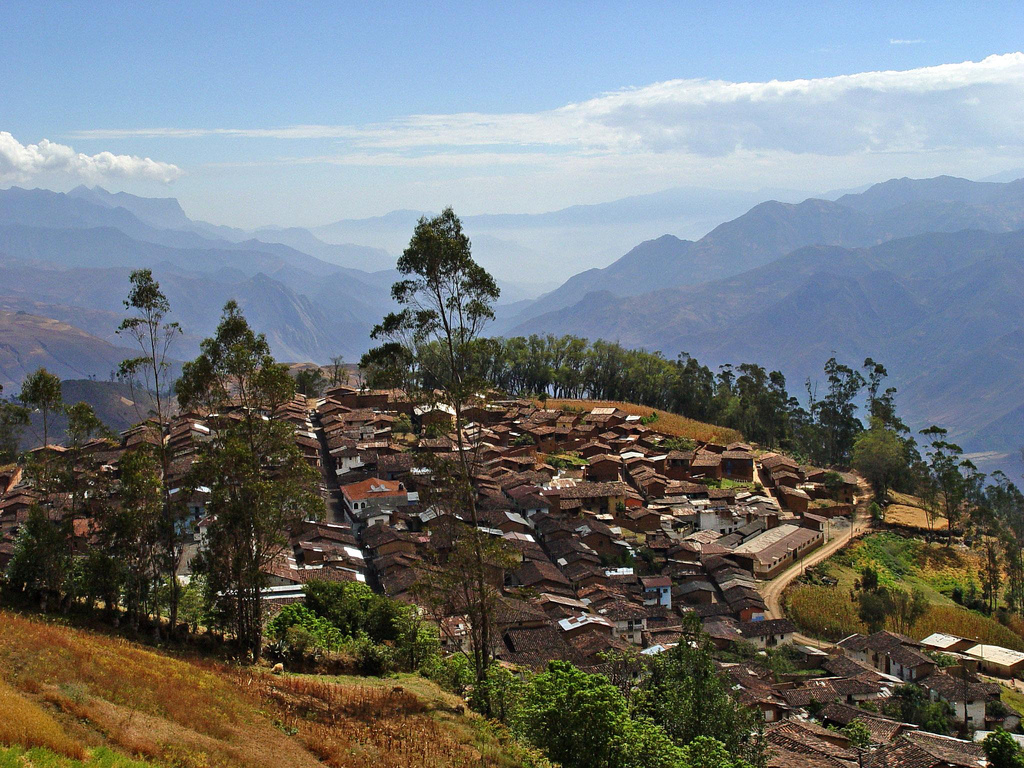
Usquil, Otuzco-La Libertad.

El distrito de Usquil es uno de los diez que conforman la provincia de Otuzco, ubicada en el departamento de La Libertad en el Norte del Perú.
Desde el punto de vista jerárquico de la Iglesia católica forma parte de la Arquidiócesis de Trujillo.

## Historia
Su capital, la localidad de Usquil, fue fundada como pueblo el 29 de junio de 1555 con el nombre de San Pedro y San Pablo de Usquil, por Marco Pérez y fray Juan de San Pedro. A Usquil se le dio el título de villa por Decreto del 9 de noviembre de 1839, confirmado por Ley del 27 de octubre de 1827. Se le hizo villa por su fidelidad a la causa de la independencia y de las leyes, así como por sus progresos cada vez mayores en población, civilización e industrias.
Durante el gobierno del mariscal Ramón Castilla, por Ley del 2 de enero de 1857,  Usquil fue elevado a la categoría de distrito perteneciendo a la Provincia de Huamachuco, hoy llamado Sánchez Carrión.
El 25 de abril de 1861 se creó la provincia de Otuzco, y el distrito de Usquil pasó a integrar dicha jurisdicción, conjuntamente con Salpo, Lucma y Sinsicap.
El 27 de octubre de 1897, durante el gobierno del presidente  Nicolás de Piérola, fue elevado a la categoría de ciudad.
Ha hecho noticia, porque hay conflicto social entre los pobladores y la policía, por la construcción de una carretera que favorecería a una empresa minera y haría daño al ecosistema distrital.

## Geografía
Abarca una superficie de 445,82 km². Ubicado a una altitud de 3018 m s. n. m. (metros sobre el nivel del mar), cuenta con una población de 26 467 habitantes, que representan el 30 % de la población provincial.
Usquil está situado a cuatro horas de la ciudad de Trujillo, posee una de las mejores vistas (entre paisajes, abismos y pueblos aledaños); gran parte de la población del apacible Usquil (ubicado a más de 3000 m s. n. m.), aún conserva antiguas tradiciones culturales, como sus laboriosos artesanos, quienes fabrican sombreros, telares, canastas, ollas de barro, entre otros. De entre su infraestructura urbana destacan antiguas casonas coloniales de 1833, con sus típicos balcones de madera tallada.

## Autoridades

### Municipales
GESTION: 2023 - 2026
- Alcalde: SR. GUILLERMO GUZMÁN OBANDO (MOVIMIENTO REGIONAL FORTALEZA PERU)
- REGIDORES:
- VICENTE AVILIO AGUIRRE HORNA (MOVIMIENTO REGIONAL FORTALEZA PERU)
- CINTIA LIZETH VARGAS SILVA (MOVIMIENTO REGIONAL FORTALEZA PERU)
- MANUEL OLMEDO VENTURA GÓMEZ (MOVIMIENTO REGIONAL FORTALEZA PERU)
- JUANITA YANETH GARCÍA CHÁVEZ (MOVIMIENTO REGIONAL FORTALEZA PERU)
- JOSÉ CARMELO VALDEZ ACEVEDO (PARTIDO DEMOCRÁTICO SOMOS PERU)

GESTION: 2019 - 2022
- Alcalde: GROVER CRUZ MORENO (ALIANZA PARA EL PROGRESO)
- REGIDORES:
- WALTER RODRIGUEZ HERMENEGILDO (ALIANZA PARA EL PROGRESO)
- ANGEL RAMIRO MORENO BELLO (ALIANZA PARA EL PROGRESO)
- JESUS WILFREDO NIEVES LAZARO (ALIANZA PARA EL PROGRESO)
- NELLY MARIELA SANCHEZ JULCA (ALIANZA PARA EL PROGRESO)
- EDGAR OLMEDO JIMENEZ LUJAN (ALIANZA PARA EL PROGRESO)
- JOSE CARLOS GAMBOA AVILA (PARTIDO DEMOCRATICO SOMOS PERU)
- DEYBI ABEL RODRIGUEZ ORBEGOSO (PARTIDO DEMOCRATICO SOMOS PERU)
- Alcalde 2015- 2018: Julio Mantilla Aguilera

- 2011-2014[3]
  - Alcalde: Luis Miguel Campos Risco, del Partido Humanista Peruano (PHP).
  - Regidores: Deomiro Mavil Alayo Ortiz (PHP), Juan Martín Ávalos Cuadra (PHP), Santos Ramírez Aguirr
- 2007-2010
  - Alcalde: Heli Adán Verde Rodríguez, del Partido Alianza para el Progreso.

### Policiales
- Comisario: Mayor PNP.

### Religiosas
- Arquidiócesis de Trujillo[4]
  - Arzobispo de Trujillo: monseñor Héctor Miguel Cabrejos Vidarte, OFM.[5]
- Parroquia
  - Párroco: Pbro.

## Festividades
Su fiesta patronal en honor a la Santísima Virgen de la Asunción, se realiza los días 13, 14, 15, 16 y culmina el 17 de agosto de todos los años, la fiesta se caracteriza por su feria taurina en donde se lidian bravos toros de casta los cuales son traídos desde el centro poblado de Chuquizongo (cuna del Presidente Luis José de Orbegoso y Moncada) y en ocasiones de Huacamochal.

## Datos generales
- Población 1995: 25 599
- Superficie (km²): 445,82
- Densidad poblacional (hab./km²): 57,42
- Región natural: sierra
- Dispositivo de creación: ley 24 de diciembre de 1847

## Véase también

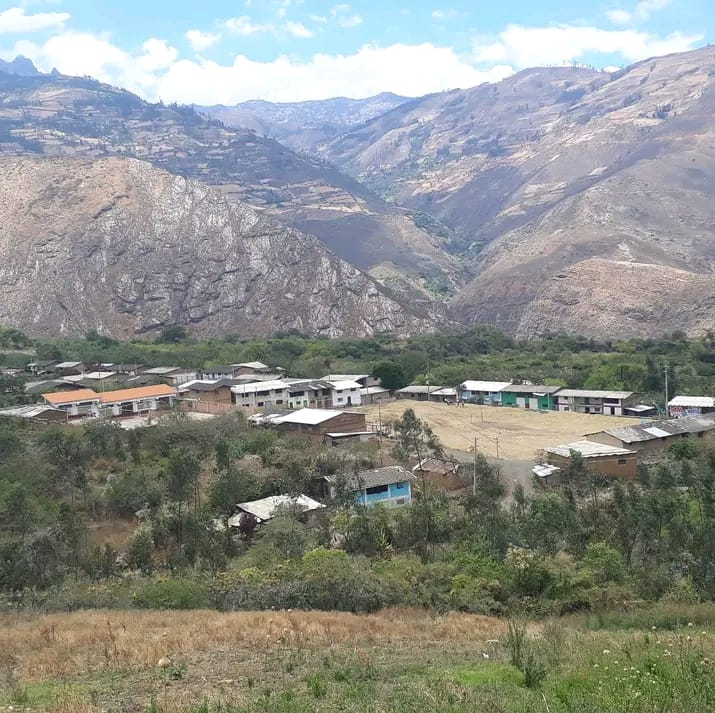
San Carlos es un Centro Poblado que se ubica en el distrito de Usquil, provincia de Otuzco, departamento La Libertad, Perú.